# 嘉諾撒聖心商學書院
嘉諾撒聖心商學書院（Sacred Heart Canossian College of Commerce）是香港一所已停辦的非牟利私立學校，由嘉諾撒仁愛女修會經營。學院位於香港半山區堅道，為女性中學畢業生提供商業知識，以作日後升學及就業用途，當中以秘書課程最為著名。1905年成立，一百多年來為香港培養大量秘書。因收生人數不足，學院已於2014年結束營辦。
由於學生需穿著包括絲襪在內的制服上課，故學院實為「私立學校」而非可穿便衣的「專上學院」。

## 歷史

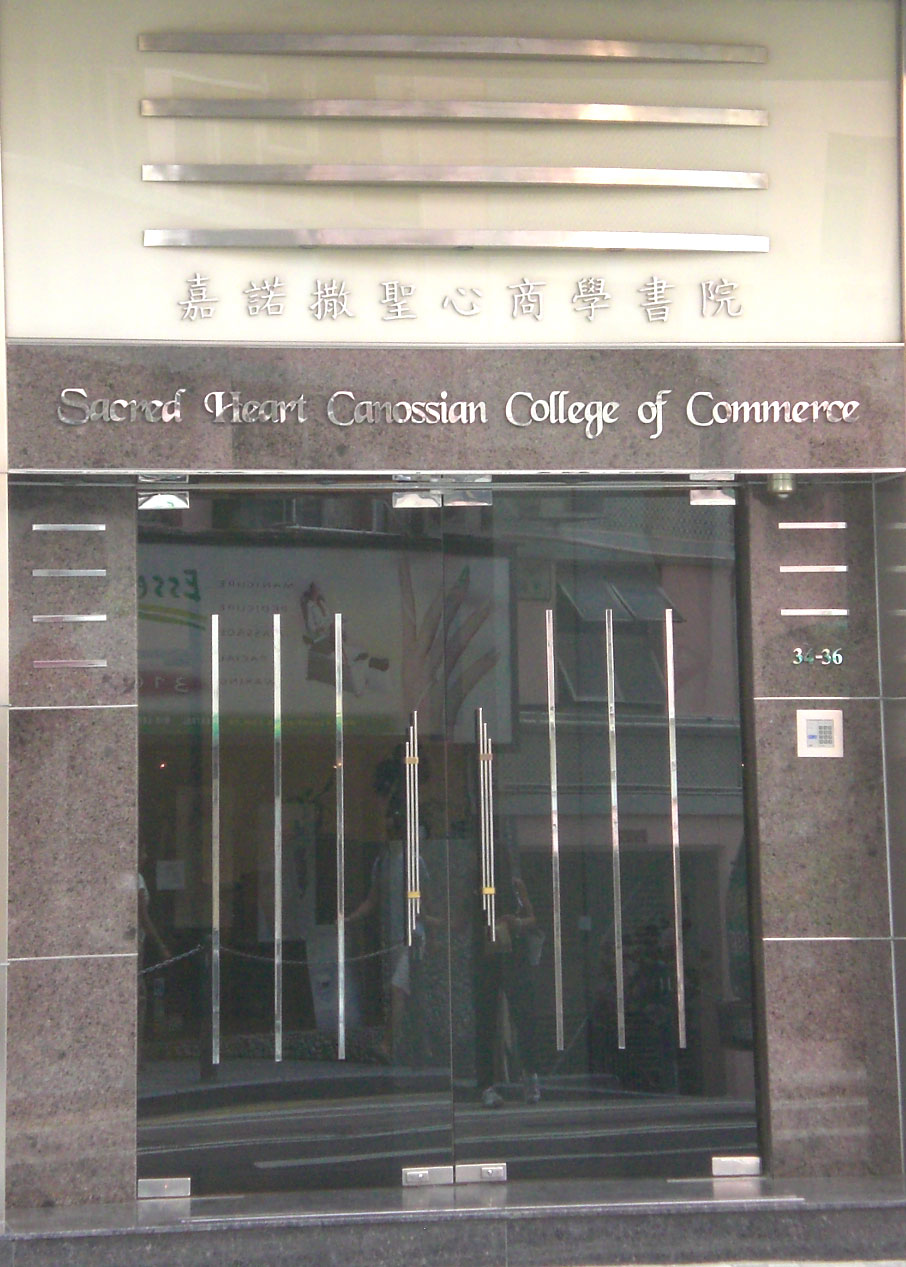
嘉諾撒聖心商學書院正門

嘉諾撒聖心商學書院於1905年由意大利傳教士Clelia Martinelli修女創立，標誌著香港第一間商科學校的誕生。學院起初成立時有25人。Clelia修女主要教授速記、打字及簿記的知識。這些都是當時成為秘書應有的知識。到了1950年初，學院向中學畢業生提供商業及秘書課程。於1970年向教育署（現為教育局）註冊，命名為「Sacred Heart Canossian Commercial School」、於2000年改名為「Sacred Heart Cannossian College of Commerce」。
為配合新「334」高中課程，嘉諾撒聖心書院於2012年起向完成新高中課程的畢業生提供革新的商業高級文憑課程，按現行課程編成會計學高級文憑、市場學高級文憑及商業行政高級文憑，並提供選修課程。選修課程旨在使學生在學習商業學科的同時，亦能豐富思考能力，配合個人學習興趣擴闊學習經驗。選修科目包括創新思考、成功廣告學、普通話水平測試應試課程、商業日語等多個熱門選修科。

## 停辦風波
2013年1月28日，該校突然宣佈因收生不足，決定在同年8月結束辦學，至少400名學生受影響，他們將獲安排轉校到香港公開大學、明愛專上學院等繼續學業。2月4日，校方宣佈為讓現時一年級學生可順利完兩年制的課程，決定在原址延辦多一年，但不會再招收新生。
該校已於2014年9月結束營辦。有香港教育界人士認為香港人口增長放緩，導致較小規模的院校收生不足，部分院校或會倒閉。

## 課程
嘉諾撒聖心商學書院停辦前除提供多個商業文憑課程外，還開辦香港高級程度會考課程。學院所提供的課程如下：
- 商業學高級文憑（二年制）
- 銷售及市場學專業文憑（三年制）
- 會計專業文憑（三年制）
- 銷售及市場學高級文憑（二年制）
- 會計高級文憑（二年制）
- 工商管理高級文憑（二年制）
- 工商管理文憑（一年制）
- 工商管理證書（一年制）
- 香港高級程度會考課程（二年制）

2012年實施新高中文憑試後，課程分為以下兩種：
(1) 高級文憑先修課程（一年制）
- 先修讀高級文憑先修課程一年，學習基礎學科，同時可選修多個語言及思維學課，成績合格可升高級文憑。
- 入學資格：完成高中課程，惟新高中文憑試合格科為5科以下

(2) 高級文憑（二年制）
- 第一年開始可以選擇主修科，亦設有多個熱門選修科可供自由選讀。高級文憑修讀年期共兩年，成功修畢可獲頒高級文憑學歷。
- 入學資格：新高中文憑試5科合格（包括中、英文兩科）

目前嘉諾撒聖心商學書院大部分的專業文憑畢業生繼續升讀大學，選擇就業的學生一般最遲於畢業後2個月內找到全職工作。隨著近年取得大學學歷的人數不斷增加，書院為學生提供實務並用的學術課程，貫切百多年來的辦學精神，務求協助學生掌握實務知識，有利就業，同時逐步革新的課程亦鼓勵學生積極學習，持續進修。

## 電子商貿實習企業
電子商貿實習企業於2001年創立，與HKNVE及香港專業教育學院觀塘分校聯繫，提供電子商貿、貿易及其他實習訓練。

## 著名校友
- 楊穎（Angelababy）：香港模特兒[5]
- 張瑪莉：1975年香港小姐冠軍[6]
- 盧淑儀：前香港女藝人
- 葉凱茵：香港女藝人

## 外部連結
- 嘉諾撒聖心商學書院網頁（已無法登入）（英文）

- 嘉諾撒聖心商學書院面書專頁（页面存档备份，存于）

22°16′49″N 114°09′10″E / 22.2804°N 114.1528775°E